# Сен-Никола (Па-де-Кале)
Сен-Никола (фр. Saint-Nicolas) — коммуна во Франции, регион О-де-Франс, департамент Па-де-Кале, округ Аррас, кантон Аррас-2. Пригород Арраса, расположен в 2 км к северу от центра города, в 6 км от автомагистрали А26 "Англия", на левом берегу реки Скарп.
Население (2018) — 4 724 человека.

## Экономика
Структура занятости населения:
- сельское хозяйство — 0,5 %
- промышленность — 8,5 %
- строительство — 7,4 %
- торговля, транспорт и сфера услуг — 41,9 %
- государственные и муниципальные службы — 41,7 %

Уровень безработицы (2017) — 18,5 % (Франция в целом — 13,4 %, департамент Па-де-Кале — 17,2 %). 

Среднегодовой доход на 1 человека, евро (2017) — 18 260 (Франция в целом — 21 110, департамент Па-де-Кале — 18 610).

## Демография
Динамика численности населения, чел.

## Администрация
Пост мэра Сен-Никола с 2014 года занимает член партии Союз демократов и независимых Ален Кайё (Alain Cayet). На муниципальных выборах 2020 года возглавляемый им независимый список был единственным.
| Период | Период | Фамилия       | Партия                         | Примечания                                   |
| ------ | ------ | ------------- | ------------------------------ | -------------------------------------------- |
| 1973   | 2001   | Шарль Гербран | Союз за французскую демократию | промышленник, депутат Национального собрания |
| 2001   | 2014   | Анни Кардон   | Социалистическая партия        | пенсионерка                                  |
| 2014   |        | Ален Кайе     | Союз демократов и независимых  | территориальный чиновник                     |